# Reverse Cowgirl
"Reverse Cowgirl" er første afsnit i den 16. sæson af den amerikanske animerede tv-serie South Park, og det 224. afsnit af serien i alt. Det havde premiere på Comedy Central i USA den 14. marts 2012 og blev vurderet til at være TV-MA L.
Afsnittets plot, der satiriserer både den kønsopdelte sociale etikette vedrørende toiletsæder og lufthavnenes sikkerhedsforanstaltninger efter 11. september, der var sat i gang af Transportation Security Administration, centreres om katastrofen der opstår efter at Clyde Donovans moder blive dræbt fordi Clyde glemmer at slå toiletsædet ned igen efter han har tisset.